# Convento e Santuario di San Sosio Martire
Il Santuario di San Sosio Martire e il Convento dei Padri Passionisti formano un complesso religioso che sorge a mezzacosta in mezzo al verde, sulle propaggini del colle Formale, nei monti Lepini, su una collina coperta da ulivi in località Ponte della Volpe a pochi chilometri dal centro abitato di Falvaterra, provincia di Frosinone, in Ciociaria, compreso nel territorio della diocesi di Frosinone-Veroli-Ferentino.
L’edificio di culto, costruito tra il 1772 e il 1802, sorse accanto al preesistente ritiro di San Sosio Martire voluto nel 1751 da San Paolo della Croce, fondatore della regola dei Passionisti, che ancora oggi gestiscono la struttura insieme alla principale Chiesa di Santa Maria Maggiore nel centro storico di Falvaterra.
Oltre alla Chiesa di San Sosio, il complesso convenutale è composto anche da un museo di arte sacra e dalla antica biblioteca con testi importanti e preziosi, come le Cinquecentine, per un totale di oltre 25mila libri. Di particolare pregio è tutta l’area circostante il convento con un parco che lo circonda e la macchia mediterranea ricca di varietà e specie di interesse botanico e faunistico.

## Storia
Il legame tra Falvaterra e il martire che trovò la morte insieme a San Gennaro, sotto le persecuzioni di Diocleziano nel 305 d.C. a Pozzuoli, risale agli inizi del XVII secolo. Notizie documentate attestano infatti l’esistenza di un Oratorio a Falvaterra intitolato a San Sosio e retto dai monaci Benedettini del vicino Monastero di Montecassino, che introdussero il culto del santo in questo territorio tanto che già il 17 settembre 1627 Sosio venne dichiarato patrono di Falvaterra.
Per alcuni anni il sito fu affidato alle cure dei Padri Conversi del Carmine che nel 1655 ricostruirono la chiesa ampliandola e dotandola di più comode strutture per gli eremiti. Fino al 1751 si registra un’epoca di decadenza e abbandono del luogo sacro che ricevette un nuovo impulso ad opera di San Paolo della Croce che in quell’anno vi insediò una comunità dei suoi Padri Passionisti.
L’edificio di culto, costruito nel 1772 e terminato nel 1802, sorse accanto al ritiro di San Sosio Martire fondato il 2 aprile del 1751 da San Paolo della Croce, fondatore della regola dei Passionisti, che ancora oggi gestiscono la struttura ed anche la principale Chiesa di Santa Maria Maggiore di Falvaterra. Il primitivo oratorio venne ristrutturato per poter ospitare una comunità di 12 religiosi. 
Durante la seconda guerra mondiale, il convento fu occupato dalle truppe tedesche che ne stabilirono la loro postazione di comando. Nel 1946 fu scelto come sede per lo studentato: ci fu quindi bisogno di altri spazi, per cui furono necessari dei lavori di ampliamento con la sopraelevazione di una parte dell’ala ovest. Successivamente, negli anni Settanta, ci furono diversi interventi di ristrutturazione e ammodernamento, che hanno interessato la sostituzione del pavimento originale in cotto con lastre di marmo, furono risparmiati solo il locale che ospitava il comando tedesco e il coro.
Fortemente danneggiati nel corso del conflitto, anche per la vicinanza con Cassino, la chiesa e l’annesso convento sono stati successivamente oggetto di restauri che hanno adattato gli spazi e portato alla creazione di una casa per esercizi spirituali, che garantisce 45 posti letto. Qui durante tutto l’anno vengono organizzati incontri di preghiera, corsi di studi, convegni e ritiri da e per gruppi di sacerdoti, religiosi e laici, oltre ad essere meta di pellegrinaggi da parte dei devoti di San Sosio.
Per anni fu sede del Superiore provinciale dei Padri Passionisti ed ha ospitato numerosi gruppi di giovani studenti della congregazione, divenuti in seguito missionari. Molti religiosi assurti poi al processo canonico hanno dimorato in San Sosio, come il Beato Domenico della Madre di Dio e il Padre Fortunato De Gruttis. 
Attualmente i Passionisti continuano ad accogliere chiunque voglia riunirsi a pregare e meditare in un ambiente avvolto dal silenzio e dal raccoglimento. È inoltre scelta frequentemente come luogo di celebrazione dei matrimoni. Nel 2022 il complesso è stato riconosciuto «bene di interesse particolarmente importante sul piano storico-artistico» dal Ministero della Cultura.

## Descrizione
Il complesso architettonico è costituito da una costruzione a corte con struttura in muratura che si sviluppa intorno ad un chiostro con pianta pressoché quadrata con un braccio di fabbrica esterno che si sviluppa sul lato est. L’intero complesso si articola su dei livelli di cui due seminterrati. Sul lato nord, annessa al convento, si trova la chiesa di San Sosio. 

### La chiesa
Si accede alla chiesa da una grande scala in pietra eretta nel 1857 su progetto dell’ingegnere De Focatiis. All’ingresso si trova un piccolo nartece che, tramite tre aperture, permette l’accesso nell’aula; sopra il nartece è collocato l’organo. La chiesa è ad aula unica con coro quadrato leggermente rialzato, l’area presbiteriale è separata dalla navata da una balaustra in marmo datata 1821.
La chiesa, a pianta ovale, ha una sola navata con cappelle laterali e altare centrale, presenta decorazioni barocche e costituisce un vero gioiello di architettura con il suo soffitto quattrocentesco a cassettoni dipinti in oro ed azzurro. La copertura è a volta a botte, al centro della volta vi è un dipinto raffigurante San Sosio portato in cielo da angeli.
Su ciascuna delle pareti laterali vi è un altare; l’intero invaso è rivestito da lastre di marmo di diversa tipologia. Agli angoli dell’aula, leggermente convessi, vi sono quattro dipinti di Ettore Ballerini, realizzati nel 1903, che riproducono episodi della vita del santo eponimo.
Sull’altare principale si può ammirare la statua di San Sosio, mentre nelle cappelle laterali sono custodite altre tele che raffigurano la vita del martire napoletano. Si tratta delle uniche raffigurazioni del santo fuori dalla Campania, regione che ne conserva le spoglie, precisamente a Frattamaggiore nella Basilica di San Sossio Levita e Martire.

### Gli interni
L’ingresso al complesso conventuale è situato sul lato est: da esso, attraverso una scala interna, si accede al primo piano dove si trovano tutti i servizi e le attività ludiche quali cucina, refettorio, biblioteca e museo situati nel braccio esterno. Al secondo e al terzo piano sono collocate le stanze, con annessi servizi igienici, utilizzate in parte per la residenza dei Padri Passionisti ed in parte per l’ospitalità di frequentatori.
Oltre alle camere, al piano secondo, adiacente alla chiesa, con affaccio diretto sulla stessa, si trova il coro, che ha mantenuto le originali caratteristiche architettoniche, con gli scranni in legno e, nella volta, un riquadro in cui è raffigurata la colomba dello Spirito Santo tra angeli e cherubini.
Nei locali adibiti durante la seconda guerra mondiale a comando nazista vi è un corridoio in cui si trovano dei dipinti eseguiti da un soldato tedesco: una raffigurazione è dedicata al motto “In vino veritas” con due soldati a mo’ di Lanzichenecchi colti nell’atto di alzare i calici ricolmi di vino rosso. Nell’altro grande dipinto si staglia contro il profilo turrito di un castello un cavaliere con ampio pennacchio su un cavallo bardato. Ancora al vino è dedicato un terzo pannello, con una iscrizione in tedesco.
Nel braccio esterno si trova una sala convegni ed una sala ludica; nei due piani seminterrati si trovano dei locali deposito ed una cantina che anticamente era utilizzata come stalla.

### Il parco
Annessa al complesso architettonico si trova un’ampia area verde di circa sette ettari che in origine veniva quasi interamente coltivata e costituiva un vero e proprio sostentamento per la vita del convento, oggi rimangono solo un vigneto ed un piccolo orto coltivati ancora dai Padri Passionisti.
Oltre al complesso del convento, sul lato sud dell’area, si trova una struttura in muratura su due piani, oggi in abbandono ed in passato utilizzata come foresteria, una struttura sempre in muratura con stalla, al piano terra e fienile al piano primo, anch’essa oggi in disuso, ed un piccolo corpo di fabbrica, sempre in muratura, in passato adibito a pollaio.
Nel giardino sono presenti manufatti lapidei di diversa cronologia, tra i quali la parte inferiore di una statua marmorea di togato con capsa di età romana, che tuttavia è stata portata da San Giovanni Incarico in tempi relativamente recenti, nella seconda metà del XX secolo; l’ara funeraria in calcare di Claudia Flora, presente sul posto almeno dal XVIII secolo e un cippo che indicava il confine tra lo Stato Pontificio e il Regno di Napoli, ossia il cippo confinario n. 133, con incisa la data del 1847, in origine collocato nella vicina località Rava del Vallone. Inoltre, presso le strutture del convento furono documentati da Pasquale Cayro dei manufatti lapidei antichi iscritti, tuttora non reperibili, ma in parte forse ricoperti da intonaco o murature successive.
Realizzato invece per il secondo centenario della morte di San Paolo della Croce (1694-1894) è un monumento coronato da un crocifisso, anch’esso nel giardino. Nel parco, un po’ discosta, è presente anche una cappella in laterizio, abbastanza capiente e dotata di altare in marmo bianco e grigio, la cui cripta funge da cimitero conventuale.